# LibreCAD
LibreCAD est un logiciel libre de dessin en deux dimensions comme des plans techniques, des documentations de construction, ou encore des modes d'emploi. Des informations comme les cotes, les diamètres, les angles et les mesures peuvent être ajoutées.

## Support
LibreCAD est basé sur l'édition communautaire du logiciel QCad.
Son interface est basée sur les librairies Qt5. De fait, il peut fonctionner sur plusieurs plates-formes. Cette interface est intuitive grâce à des boutons d'accès rapide aux outils de dessin. Il fonctionne à la fois sous GNU/Linux, Solaris, macOS et Microsoft Windows.

## Capacités
L'application gère les calques permettant d'isoler une partie de l'image et d'appliquer des modifications sans détériorer le reste des éléments de l'image. Les différents calques qui composent l'image peuvent être affichés ou cachés pour faciliter le travail.
LibreCAD est pourvu d'un éditeur pour interagir avec le programme par des commandes. Il gère un nombre important de formats de fichiers, dont DXF en import et export.
Un système de calques permet de gérer les modifications et des informations sont données sur les distances, les angles et les mesures des schémas.
LibreCAD participe au Google Summer of Code, avec BRL-CAD, OpenSCAD, FreeCAD (logiciels de CAO libres) et Slic3r (pour la FAO), au sein de l'organisation parapluie de BRL-CAD.